# Khalid
Khalid Donnel Robinson (Fort Stewart, 11 de fevereiro de 1998), conhecido artisticamente como Khalid, é um cantor e compositor norte-americano de Fort Stewart, na Geórgia.
Ele faz parte do casting atual da Right Hand e RCA. Ele é mais conhecido por seu single de estréia, "Location", que atingiu o número 16 no Billboard Hot 100 dos EUA. "Location" é o single de maior classificação nessa parada e recebeu a distinção de disco de platina. Khalid foi também um dos artistas mais ouvidos no SoundCloud durante semanas.

## Vida pessoal
Robinson nasceu em 11 de fevereiro de 1998, em Fort Stewart, Geórgia. Ele passou a infância em várias localidades por causa da carreira de sua mãe, Linda Wolfe, nas forças armadas dos Estados Unidos. Ela trabalhou como técnica de suprimentos por mais de 10 anos e acabou por ganhar uma prestigiosa oportunidade de cantar na Banda do Exército dos EUA.
Sua mãe sacrificou oportunidades para perseguir seus próprios sonhos artísticos para criá-lo, que passou partes de sua infância em uma variedade de locais, incluindo Fort Campbell no Kentucky, Fort Drum em Watertown, Nova York e seis anos em Heidelberg, Alemanha. No ensino médio, estudou canto e teatro musical. Durante seu último ano de ensino médio, a família mudou-se para El Paso, Texas e Khalid, foi formado na classe de High School  de 2016.
Em 2024, após ser exposto por um ex-affair nas redes sociais, o cantor se declarou homossexual.

## Carreira
Ele alcançou o número 2 no quadro Billboard Twitter Emerging Artists em julho de 2016, seu single "Location" começou a traçar, enquanto Khalid começou a aparecer em listas de "Artistas que você precisa conhecer" de muitas publicações, incluindo da Billboard, Yahoo, Buzzfeed, e Rolling Stone.
Com a produção de Syk Sense, Tunji Ige e Smash David, "Location" terminou o ano de 2016 no n° 20 no quadro de Billboard Mainstream R & B / Hip-Hop Airplay e alcançou o Top 10 no quadro Billboard Hot R&B Songs Em 21 de janeiro de 2017.
Depois de estrear no The Fader, o vídeo ganhou mais de seis milhões de visualizações em seus primeiros quatro meses no YouTube, enquanto a música foi transmitida 35 milhões no Spotify.
Em janeiro de 2017, o single "Electric" de Alina Baraz com Khalid foi lançado. Sua colaboração com Brasstracks, "Whirlwind", parte das Suas Canções Originais e Adidas Originais da série Scratch, recebeu mais de 300,000 ouvintes no SoundCloud. Na primeira semana de fevereiro de 2017, a Apple Music chamou Khalid de seu novo artista da semana.
Khalid vendeu todos os locais na sua "Location Tour" que aconteceu em 21 cidades entre janeiro e fevereiro de 2017, incluindo o Tricky Falls, de 1.500 pessoas, em El Paso, e a turnê continuou na Europa. Lançou seu álbum de estúdio de estréia, American Teen, lançado em 3 de março de 2017.
Khalid disse que sua mãe é sua maior inspiração musical, ele também citou Kendrick Lamar, ASAP Rocky, Frank Ocean, Grizzly Bear, Chance the Rapper, Lorde, India.Arie, Chris brown e James Blake como Influências.
Khalid contribuiu com a música de Kendrick Lamar, ''The Heart Part 4'', lançada em 24 de março de 2017.
Khalid fez sua estréia na televisão interpretando "Location" no The Tonight Show com Jimmy Fallon, em 15 de março de 2017, apoiado por The Roots.
Sua música, "Angels", foi apresentada na série de drama da ABC, Grey's Anatomy, no episódio intitulado "Do not Stop Me Now", que foi exibido originalmente na versão original em 27 de abril de 2017. E recentemente ele lançou um video-clipe de uma música com o cantor canadense Shawn Peter Raul Mendes mais conhecido como Shawn Mendes chamada "Youth" e esse video-clipe foi lançado no dia 5 de novembro de 2018  na Apple Music e que já nas primeiras horas de lançamento foi um maior sucesso.  

## Discografia
- American Teen (2017)
- Free Spirit (2019)

## Singles

### Como artista principal
| Título                                                                                        | Ano  | Posições em paradas músicais | Posições em paradas músicais | Posições em paradas músicais | Posições em paradas músicais | Posições em paradas músicais | Posições em paradas músicais | Posições em paradas músicais | Posições em paradas músicais | Posições em paradas músicais | Posições em paradas músicais | Certificações | Álbum                |
| Título                                                                                        | Ano  | EUA                          | AUS                          | AUT                          | BEL                          | FRA                          | ALE                          | HOL                          | SUE                          | SUI                          | UK                           | Certificações | Álbum                |
| --------------------------------------------------------------------------------------------- | ---- | ---------------------------- | ---------------------------- | ---------------------------- | ---------------------------- | ---------------------------- | ---------------------------- | ---------------------------- | ---------------------------- | ---------------------------- | ---------------------------- | --- | -------------------- |
| "Location"                                                                                    | 2016 | 16                           | 39                           | —                            | 12                           | —                            | —                            | 78                           | —                            | 76                           | 67                           | - RIAA: 7× Platina - ARIA: 3× Platina - BPI: Platina - GLF: Ouro - MC: 5× Platina - NVPI: Platina - RMNZ: 2× Platina | American Teen        |
| "Young Dumb & Broke"                                                                          | 2017 | 18                           | 4                            | 62                           | —                            | —                            | 56                           | —                            | 63                           | 89                           | 17                           | - RIAA: 6× Platina - ARIA: 6× Platina - BPI: Platina - GLF: Ouro - MC: 5× Platina - RMNZ: 2× Platina                 | American Teen        |
| "Love Lies" (with Normani)                                                                    | 2018 | 9                            | 3                            | 38                           | 2                            | 127                          | 36                           | 17                           | 12                           | 46                           | 12                           | - RIAA: 4× Platina - ARIA: 4× Platina - BPI: Platina - GLF: Platina - MC: 4× Platina - RMNZ: 2× Platina              | Non-album singles    |
| "lovely" (with Billie Eilish)                                                                 | 2018 | 64                           | 5                            | 60                           | 7                            | 139                          | 78                           | 55                           | 51                           | 46                           | 47                           | - RIAA: Platina - ARIA: 4× Platina - BPI: Platina - GLF: Platina - MC: 2× Platina - RMNZ: 2× Platina                 | Non-album singles    |
| "OTW" (featuring 6LACK and Ty Dolla $ign)                                                     | 2018 | 57                           | 27                           | —                            | 18                           | —                            | —                            | 50                           | 52                           | —                            | 60                           | - RIAA: 2× Platina - ARIA: 2× Platina - BPI: Prata - GLF: Ouro - MC: 2× Platina - RMNZ: Ouro                         | Non-album singles    |
| "Eastside" (with Benny Blanco and Halsey)                                                     | 2018 | 9                            | 2                            | 12                           | 28                           | 97                           | 15                           | 21                           | 7                            | 22                           | 1                            | - RIAA: 4× Platina - ARIA: 5× Platina - BPI: 2× Platina - GLF: Platina - MC: 5× Platina - RMNZ: 3× Platina           | FRIENDS KEEP SECRETS |
| "Better"                                                                                      | 2018 | 8                            | 6                            | 36                           | 3                            | 185                          | 49                           | 30                           | 13                           | 26                           | 15                           | - RIAA: 3× Platina - ARIA: 5× Platina - BPI: Platina - GLF: Ouro - MC: 2× Platina - RMNZ: 2× Platina                 | Free Spirit          |
| "Talk"                                                                                        | 2019 | 3                            | 4                            | 63                           | 35                           | 97                           | 88                           | 19                           | 32                           | 50                           | 9                            | - RIAA: 2× Platina - ARIA: 3× Platina - BPI: Ouro - MC: Ouro - RMNZ: 2× Platina                                      | Free Spirit          |
| "Up All Night"                                                                                | 2019 | 89                           | 35                           | —                            | 18                           | —                            | —                            | —                            | —                            | —                            | 55                           | - ARIA: Ouro | Non-album singles    |
| "Eleven"                                                                                      | 2020 | 83                           | 48                           | —                            | —                            | —                            | —                            | —                            | 71                           | 74                           | 70                           | - ARIA: Ouro | Non-album singles    |
| "Know Your Worth" (with Disclosure)                                                           | 2020 | 57                           | 31                           | 69                           | 6                            | —                            | —                            | 28                           | 64                           | 51                           | 27                           | - ARIA: Platina - BPI: Prata - RMNZ: Ouro                                                                            | Energy               |
| "—" indica que a gravação não foi incluída nas paradas ou não foi distribuída naquela região. |      |                              |                              |                              |                              |                              |                              |                              |                              |                              |                              | |                      |

### Como artista convidado
| Título                                                                                        | Ano  | Posições em paradas músicais | Posições em paradas músicais | Posições em paradas músicais | Posições em paradas músicais | Posições em paradas músicais | Posições em paradas músicais | Posições em paradas músicais | Posições em paradas músicais | Posições em paradas músicais | Posições em paradas músicais | Certificações | Álbum                       |
| Título                                                                                        | Ano  | EUA                          | AUS                          | AUT                          | BEL                          | FRA                          | ALE                          | HOL                          | SUE                          | SUI                          | UK                           | Certificações | Álbum                       |
| --------------------------------------------------------------------------------------------- | ---- | ---------------------------- | ---------------------------- | ---------------------------- | ---------------------------- | ---------------------------- | ---------------------------- | ---------------------------- | ---------------------------- | ---------------------------- | ---------------------------- | --- | --------------------------- |
| "1-800-273-8255" (Logic featuring Alessia Cara and Khalid)                                    | 2017 | 3                            | 5                            | 42                           | 36                           | 88                           | 45                           | 23                           | 4                            | 50                           | 9                            | - RIAA: 5× Platina - ARIA: 3× Platina - BPI: Platina - MC: 5× Platina - RMNZ: Platina                                                           | Everybody                   |
| "Rollin" (Calvin Harris featuring Future and Khalid)                                          | 2017 | 62                           | 40                           | —                            | —                            | 105                          | 94                           | 58                           | 67                           | 73                           | 43                           | - RIAA: Ouro - ARIA: Ouro - BPI: Prata | Funk Wav Bounces Vol. 1     |
| "Silence" (Marshmello featuring Khalid)                                                       | 2017 | 30                           | 5                            | 8                            | 5                            | 70                           | 6                            | 11                           | 5                            | 20                           | 3                            | - RIAA: 2× Platina - ARIA: 6× Platina - BEA: 2× platina - BPI: 2× Platina - BVMI: platina - GLF: 4× Platina - MC: 3× Platina - RMNZ: 2× Platina | Non-album single            |
| "Homemade Dynamite" (Lorde featuring Khalid, Post Malone and SZA)                             | 2017 | 92                           | 23                           | —                            | —                            | —                            | —                            | 92                           | —                            | —                            | —                            | - ARIA: Platina - MC: Platina - RMNZ: Platina                                                                                                   | Melodrama                   |
| "Youth" (Shawn Mendes featuring Khalid)                                                       | 2018 | 65                           | 19                           | 18                           | 4                            | —                            | 43                           | 13                           | 23                           | 19                           | 35                           | - ARIA: Ouro - MC: Platina | Shawn Mendes                |
| "Ocean" (Martin Garrix featuring Khalid)                                                      | 2018 | 78                           | 12                           | 23                           | 42                           | 127                          | 38                           | 16                           | 11                           | 25                           | 25                           | - RIAA: Platina - ARIA: 2× Platina - BPI: Prata - MC: Platina - RMNZ: Ouro                                                                      | Non-album single            |
| "Beautiful People" (Ed Sheeran featuring Khalid)                                              | 2019 | 13                           | 4                            | 7                            | 5                            | 34                           | 5                            | 6                            | 3                            | 7                            | 1                            | - ARIA: 2× Platina - BPI: Platina - MC: Platina - RMNZ: Platina                                                                                 | No.6 Collaborations Project |
| "Be Like That" (Kane Brown featuring Swae Lee and Khalid)                                     | 2020 | 19                           | —                            | —                            | —                            | —                            | —                            | —                            | —                            | —                            | —                            | - RIAA: Ouro | Mixtape, Vol. 1 - EP        |
| "—" indica que a gravação não foi incluída nas paradas ou não foi distribuída naquela região. |      |                              |                              |                              |                              |                              |                              |                              |                              |                              |                              | |                             |

## Prêmios e nomeações
| Ano  | Prêmio                 | Categoria               | Trabalho   | Resultado |
| ---- | ---------------------- | ----------------------- | ---------- | --------- |
| 2017 | Woodie Awards          | Woodie To Watch         | Ele mesmo  | Ganhou    |
| 2017 | BET Awards             | Best New Artist         | Ele mesmo  | Ganhou    |
| 2017 | Teen Choice Awards     | Choice R&B/Hip-Hop Song | "Location" | Indicado  |
| 2017 | MTV Video Music Awards | Best New Artist         | Ele mesmo  | Ganhou    |